# Huaxi (meteoryt)
Huaxi – meteoryt kamienny należący do chondrytów oliwinowo-bronzytowych H 5, którego spadek zaobserwowano 13 lipca 2010 roku w chińskiej prowincji Kuejczou. Spadek meteorytu zaobserwowany został około godziny 18.00 miejscowego czasu. Z miejsca spadku zebrano cztery fragmenty o łącznej masie 1600 g.